# Лоу, Роберт, 1-й виконт Шербрук
Роберт Лоу, 1-й виконт Шербрук (4 декабря 1811 — 27 июля 1892) — британский государственный деятель, член парламента Соединённого королевства (1852—1880).

## Биография
Был преподавателем, потом адвокатом; в 1842 г. переселился в Австралию и с 1843 по 1851 гг. принадлежал к законодательному собранию колонии; составил план учебной реформы, который послужил основанием для организации народного образования во всей почти Австралии.
Вернувшись в Англию, стал известен помещёнными в «The Times» статьями о колониальном быте.
В 1852 г. был избран членом палаты общин и дебютировал блестящей речью против предложенного Дизраэли бюджета. В кабинете Абердина он был статс-секретарем по делам Индии, в первом кабинете Пальмерстона — вице-президентом торгового бюро, главным казначеем и членом тайного совета, во втором его кабинете — вице-президентом учебного совета.
В 1864 г. он должен был подать в отставку ввиду выражения ему палатой порицания за тенденциозное извращение отчётов школьных инспекторов.
В 1866 г. ему удалось отомстить правительству, недостаточно поддержавшему его в этом инциденте: блестящими и остроумными речами он содействовал неуспеху Гладстон-Росселевского билля о реформе. В это время он был настоящим вождем партии, прозванной Брайтом в насмешку адулламитами. Когда лорд Дерби в июле 1866 г. составил кабинет, Лоу отказался от участия в нём и резко возражал против билля о реформе Дизраэли.
В 1868 г. он стал канцлером казначейства в первом кабинете Гладстона. Его финансовое управление отличалось большой бережливостью, но было мало популярно, так что Гладстон осенью 1873 г. сам принял этот портфель и сделал Лоу министром внутренних дел. Во втором правительстве Гладстона Лоу не участвовал, но получил звание пэра с титулом виконта Шербрука.
В 1884 г. Лоу издал сборник своих стихотворений «Poems of a Life».
Умер в 1892 году, похоронен на Бруквудском кладбище.